# Voroux-lez-Liers
Voroux-lez-Liers (en wallon Voroû-dlé-Liesse) est une section de la commune belge de Juprelle située en Région wallonne dans la province de Liège. C'était une commune à part entière avant la fusion des communes de 1977.

## Démographie
- Sources : INS, Rem. : 1831 jusqu'en 1970 = recensements, 1976 = nombre d'habitants au 31 décembre.

## Patrimoine et culture

### Patrimoine architectural
Cette localité abrite notamment un château classé.

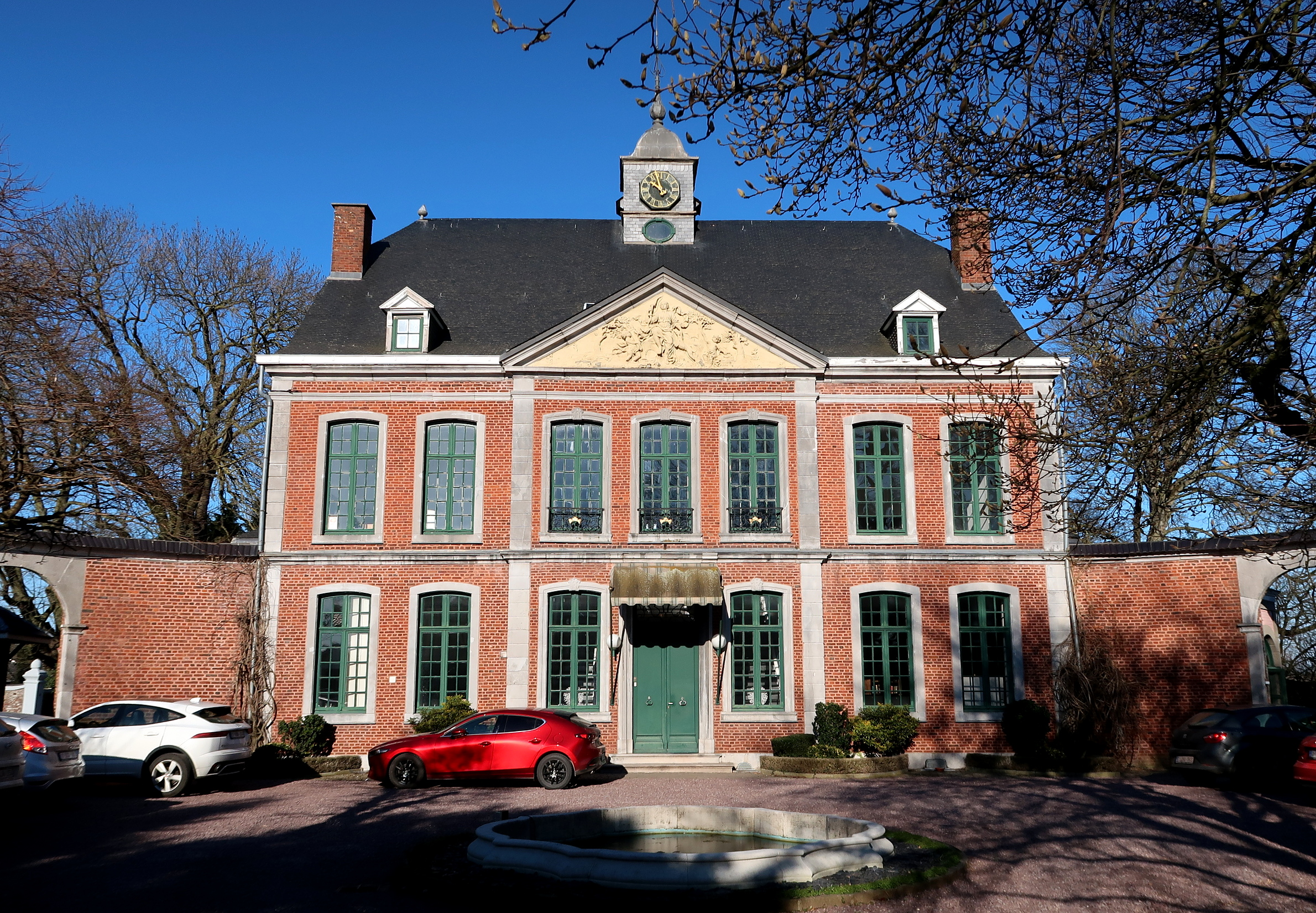
Château de Voroux.
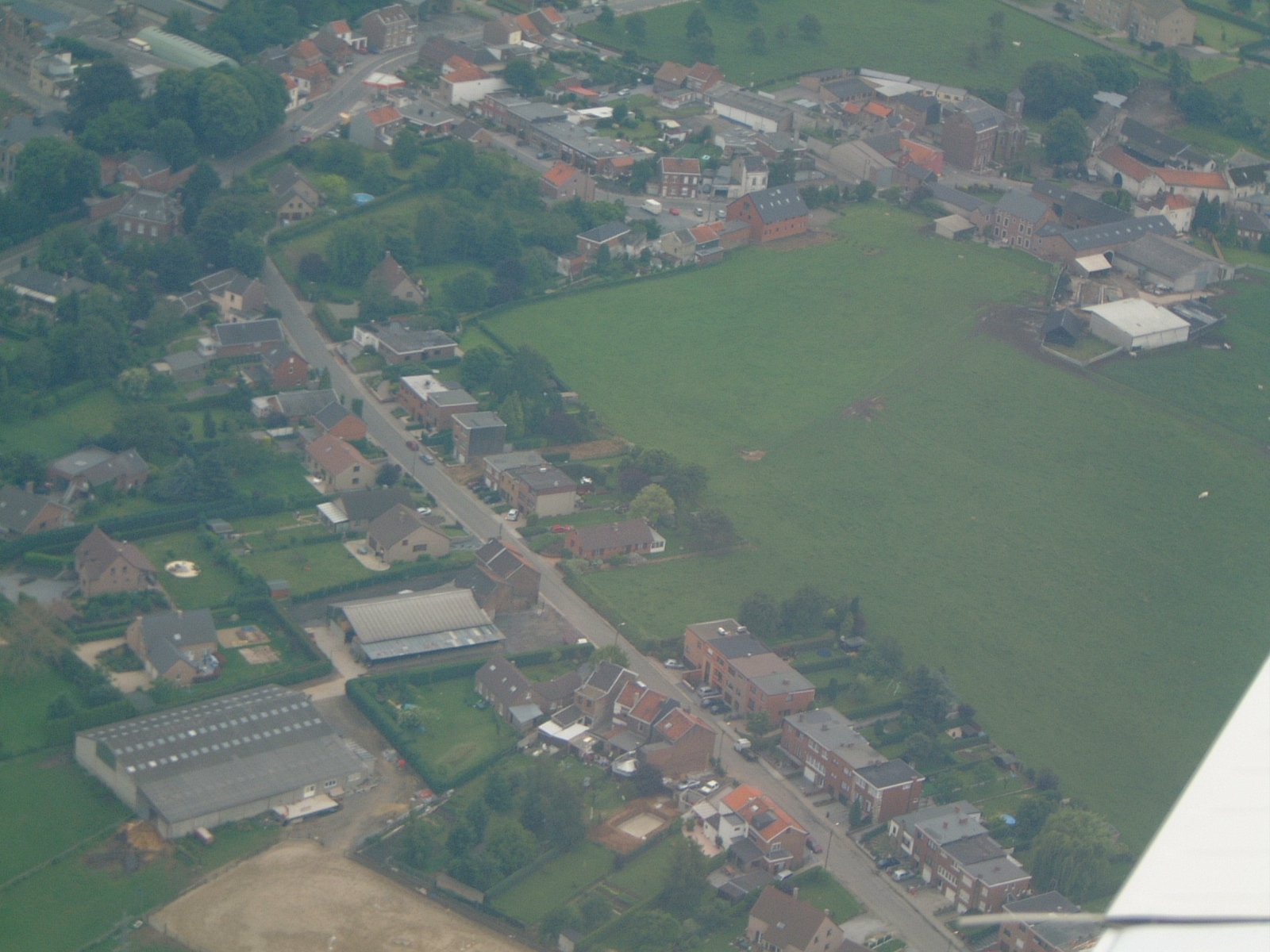
Vue aérienne de Voroux-lez-Liers.